# Paramastacides
Paramastacides är ett släkte av insekter. Paramastacides ingår i familjen Mastacideidae.
Kladogram enligt Catalogue of Life:
| Paramastacides | \| \| Paramastacides gracilipes \| \| \| \| \| \| Paramastacides ramachendrai \| \| \| \| \| \| Paramastacides stuartensis \| \| \| \| |
|                | \| \| Paramastacides gracilipes \| \| \| \| \| \| Paramastacides ramachendrai \| \| \| \| \| \| Paramastacides stuartensis \| \| \| \| |
|                | Mastacides |
|                | |
|                | Paramastacides gracilipes |
|                | |
|                | Paramastacides ramachendrai |
|                | |
|                | Paramastacides stuartensis |
|                | |

|  | Paramastacides gracilipes   |
|  |                             |
|  | Paramastacides ramachendrai |
|  |                             |
|  | Paramastacides stuartensis  |
|  |                             |